# Estevam Soares
Estevam Eduardo Lemos Soares (Cafelândia, 10 giugno 1956) è un allenatore di calcio ed ex calciatore brasiliano, di ruolo difensore.

## Palmarès

### Giocatore
- Campionato Paulista Série A2: 1

XV de Jaú: 1976
- Campionato paulista: 2

São Paulo: 1980, 1981
- Campionato brasiliano: 2

São Paulo: 1977
Sport: 1987
- Campionato Baiano: 1

Bahia: 1986
- Campionato Maranhense: 1

Sampaio Correa: 1991

### Allenatore
- Campionato Paulista Série A2: 1

Inter de Limeira: 1995
- Campionato Potiguar: 1

América-RN: 1997
- Campionato Alagoano: 1

CSA: 1999